# One Man Band
One Man Band és un curtmetratge estatunidenc de Pixar de 2005.

## Argument
El curt mostra el duel entre dos músics de carrer per aconseguir la moneda d'or que posseeix una nena, els dos s'esforcen i recorren a tots els recursos i estratègies possibles per aconseguir el premi, fins al punt en què la competitivitat entre ells passa a espantar a la nena, fen que aquesta perdi la moneda d'or i tot seguit reclami als músics que li retornin, aquests al no poder pagar ofereixen un dels seus instruments, amb el que la nena demostra una gran habilitat i és premiada amb un sac de monedes.
Finalment, tot i tenir suficients monedes per pagar els músics per l'espectacle, decideix tirar les a la font.

## Simbologia
El curt tracta sobre l'avarícia, i com aquesta pot convertir un espectacle meravellós com ara la música en una cosa que espanta, al final del curt els dos músics són castigats per la nena que, tot i que al principi estava disposada a pagar per l'espectacle que oferien, acaba preferint tirar les monedes a la part més alta de la font, on cap dels dos pot arribar.

## Premis i nominacions
El 2006 va estar nominat a l'Oscar al millor curtmetratge d'animació.